# Panji Lor
Panji Lor is een bestuurslaag in het regentschap Situbondo van de provincie Oost-Java, Indonesië. Panji Lor telt 2847 inwoners (volkstelling 2010).